# تشاق قرة
تشاق قرة (بالفارسية: چاق قره) هي قرية تقع في قسم فيروزة الريفي في إيران. يقدر عدد سكانها بـ 29 نسمة بحسب إحصاء 2016.